# Patrick Henry
Patrick Henry (ur. 29 maja 1736 w Studley, zm. 6 czerwca 1799 w Brookneal) – amerykański adwokat, plantator i polityk. W latach 70. XVIII wieku zasłynął jako mówca podczas ruchu na rzecz niepodległości stanu Wirginia. Był jednym z ojców założycieli Stanów Zjednoczonych. Henry pełnił dwukrotnie urząd gubernatora stanu Wirginia. Był pierwszym i szóstym postkolonialnym gubernatorem tego stanu, funkcję sprawował w latach 1776–1779 oraz 1784–1786.